# Matematyzacja
Matematyzacja – porządkowanie rzeczywistości za pomocą środków matematycznych, jedna z aktywności matematycznych.

## Definicja matematyzacji
Hans Freudenthal opisał matematyzację w następujący sposób:

Gdy nauka wykracza poza czyste gromadzenie faktów, zajmuje się porządkowaniem doświadczeń. (...) Matematyzacją nazywamy porządkowanie rzeczywistości wtedy, gdy odbywa się za pomocą matematycznych środków. Ale matematyk odwraca chętnie szybko spojrzenie od rzeczywistości (...). Tak powstaje skarbiec matematycznych doświadczeń, który z kolei nasuwa znowu potrzebę porządkowania. Jakimi środkami? Naturalnie matematycznymi. W ten sposób matematyzuje się matematykę. (...) Dziś matematyzacja matematyki jest jednym z głównych zajęć matematyków

Anna Zofia Krygowska przedstawiła bardziej szczegółową definicję matematyzacji w procesie nauczania. Matematyzacją w procesie nauczania nazywa się konstrukcję matematycznego schematu dla pewnego układu stosunków, ujętego poprzez analizę rzeczywistej, wyobrażonej lub abstrakcyjnej sytuacji. Innymi słowy, matematyzacja jest konstrukcją matematycznego schematu, nadającego się do opisu pozamatematycznej sytuacji problemowej w języku matematyki i w konsekwencji rozwiązania zmatematyzowanego problemu za pomocą aparatu matematycznego należącego do skonstruowanego schematu. Tenże uproszczony schemat, będący wynikiem matematyzacji, nazywany jest modelem matematycznym.

## Matematyzacja prymitywna
Anna Zofia Krygowska zauważyła, iż nie zawsze uczeń jest w stanie od razu dokonać właściwej matematyzacji sytuacji realnej. Dostrzegła, iż uczniowie często stosują pewne konstrukcje myślowe, których nie można nazwać matematyzacją ze względu na ich prymitywny charakter, lecz stanowią istotny etap na drodze do matematyzacji – nazwała to matematyzacją prymitywną.
Matematyzacja prymitywna (inaczej: matematyzacja wstępna lub matematyzacja poglądowa) – konstrukcja schematu myślowego dla pewnego układu stosunków, którego nie można uznać jeszcze za schemat matematyczny włączony do pewnej teorii matematycznej, lecz którego konstrukcja jest od początku ukierunkowana na właściwą późniejszą matematyzację. Zatem matematyzacja prymitywna jest konstrukcją połowicznie poglądowego schematu myślowego, który w dalszym procesie nauki zostanie przekształcony i włączony do spójnego schematu matematycznego.
Zdaniem Krygowskiej matematyzacja prymitywna jest nie mniej ważna od matematyzacji właściwej. Uczniowskie błędy popełnione na etapie matematyzacji prymitywnej mają bardzo głębokie konsekwencje i stanowią źródło wielu trudności uczniów w rozumieniu pojęć matematycznych.

### Spontaniczna matematyzacja
Badania naukowe wskazują na to, iż już kilkuletnie dzieci są zdolne do podejmowania spontanicznej matematyzacji prymitywnej. Na przykład – dziecko chce dowiedzieć się, za ile godzin będzie mogło obejrzeć dobranockę; wie, że dobranocka jest o godzinie 7, a od rodziców dowiedziało się, iż jest godzina 4. Spontanicznie, nienauczone tego przez żadną osobę dorosłą, prostuje siedem palców (odpowiada to godzinie transmisji dobranocki w telewizji), a następnie zgina 4 z wyprostowanych palców (co odpowiada aktualnej godzinie). Odpowiada: muszę poczekać trzy palcowe godziny. Użyte przez dziecko sformułowanie palcowe godziny sugeruje, że dziecko ma świadomość, iż obliczanie godzin na palcach jest tylko pewnym modelem dla sytuacji rzeczywistego upływu czasu. Rozróżnia także między sobą modele godzin palcowych i godzin zegarowych jako dwa różne modele tej samej sytuacji rzeczywistej. Świadczy to o tym, że zdolność matematyzowania jest uniwersalną ludzką zdolnością, tak samo jak np. zdolność mówienia.

## Wyidealizowana konkretyzacja
Matematyzacja sytuacji realnej, tzn. przyjęcie pewnego modelu matematycznego odpowiadającego sytuacji realnej, często wymaga dokonania pewnej idealizacji sytuacji realnej. Na przykład zakłada się, że pewien ciąg operacji jest nieskończony, mimo że w rzeczywistości takie nieskończone ciągi nie istnieją, albo zakłada się, że pewne dwie wielkości są równe, mimo że w rzeczywistości nie są idealnie równe. Konstruowanie wyidealizowanego modelu matematycznego dla sytuacji realnej nazywa się wyidealizowaną konkretyzacją. Anna Zofia Krygowska opisała znaczenie wyidealizowanej konkretyzacji w procesie nauczania–uczenia się matematyki następująco:

„Wyidealizowana konkretyzacja” – to nie contradictio in adiecto jak „sześcienna kula”. Pewna pojęciowa struktura może być bowiem równocześnie abstrakcyjnym schematem rzeczywistych stosunków i konkretnym modelem matematycznej struktury. Na przykład intuicyjna geometria ucznia szkoły podstawowej jest abstrakcją w stosunku do doświadczenia fizycznego i równocześnie poglądową interpretacją aksjomatycznej teorii. Tak wyidealizowany obiekt zostaje poddany dalszej operacji abstrahowania tak, aby mógł być już opisany w języku matematyki; powstały w ten sposób nowy obiekt jest już tworem matematycznym i może być badany środkami matematyki.

Konieczność idealizacji widoczna jest szczególnie w matematyzowaniu sytuacji realnych w kierunku geometrii, ponieważ już w czasach pitagorejskich geometria była traktowana jako „nauka o rzeczach nieistniejących”. Na przykład – styczna do okręgu, według teorii czysto matematycznej, jest prostą, która ma dokładnie jeden punkt incydencji z okręgiem, natomiast na uczniowskim rysunku część wspólna tych dwóch obiektów zawsze będzie miała pewną „długość”. Nauczyciel w takiej sytuacji może odruchowo (i błędnie) wytłumaczyć, że wynika to z niedokładności rysunku, a rysunek wykonany cieńszymi liniami byłby bliższy „sytuacji realnej”. Właściwym wytłumaczeniem jest fakt, iż pojęcia geometryczne są jedynie abstrakcyjnymi schematami upraszczającymi i idealizującymi rzeczywistość. Rumuński podręcznik z końca lat 50. do klasy VI obrazuje geometrię jako dobieranie pewnych wyidealizowanych, uproszczonych modeli matematycznych dla pewnych sytuacji realnych, poprzez następujące zadanie:

Rurociąg prowadzi od Ploeszti do Giurgiu. Może on być uważany za bryłę, powierzchnię lub krzywą. Czym będzie dla:
a) robotników, którzy go budują?
b) robotników, którzy powlekają go smołą?
c) inżyniera, który zaznacza jego drogę na mapie?

## Matematyzacja w praktyce szkolnej
Anna Zofia Krygowska stwierdziła:

Matematyzację doświadczeń i intuicji ucznia powinno się przeprowadzać możliwie wcześnie, możliwie radykalnie, możliwie od początku czysto z punktu widzenia matematyki, choć zawsze w sposób możliwie naturalny.

Treliński postuluje, że matematyzacja w edukacji szkolnej powinna być prowadzona już od najmłodszych lat uczniów, ponieważ brak matematyzacji w nauczaniu może prowadzić do zdegenerowanego formalizmu. Zgadza się z tym Krygowska, dodatkowo zauważając, że brak matematyzacji czasem przemyca się pod płaszczykiem pseudomatematyzacji, której fałszywy schemat zapisany w umyśle dziecka jest w późniejszym etapie bardzo trudny do wyplenienia. Niektórzy nauczyciele próbują uzasadniać brak matematyzacji błędnie rozumianą zasadą poglądowości w nauczaniu szkolnym.

## Matematyzacja matematyki
Hans Freudenthal zauważył, że matematyzacja nie dotyczy wyłącznie sytuacji realnych – możliwe jest także matematyzowanie samej matematyki. Zjawisko to określa jako porządkowanie środkami matematycznymi matematycznych doświadczeń, począwszy od lokalnego ustalania, które fakty matematyczne będą traktowane jak definicje, a które jako twierdzenia, skończywszy na systemie aksjomatyki. Lokalna matematyzacja matematyki może polegać również na procesie przekształcania, precyzowania definicji, wraz z rozwojem danego działu matematyki – np. formowanie na przestrzeni dziesięcioleci definicji krzywej od klasycznej do topologicznej. Proces trwał długo, ponieważ definicje okazywały się zbyt szerokie lub zbyt wąskie w stosunku do tego, co matematyk „chciał nazwać krzywą” (formalna matematyzacja pewnej idei matematycznej). Matematyzację matematyki Freudenthal uznał za jedno z głównych zajęć współczesnych matematyków. Zdaniem Krygowskiej matematyzacją matematyki w szerokim znaczeniu jest konstruowanie systemów aksjomatycznych dla dziedzin matematyki, które wcześniej tych systemów formalnych nie posiadały, np. dla arytmetyki, geometrii, topologii, algebry abstrakcyjnej i tak dalej. Rezultatem matematyzacji matematyki na wysokim poziomie jest dziś teoria kategorii.
Z matematyzacją matematyki związane jest również pojęcie schematyzowania, które z kolei implikuje zjawisko uogólniania matematycznego – pomijania pewnych parametrów w tworzonych schematach matematycznych w celu uzyskania schematów ogólniejszych.

## Niejednoznaczność matematyzacji
Matematyzacja sytuacji realnej nie jest jednoznaczna, tzn. dla danej rzeczywistej sytuacji na drodze rozmaitych matematyzacji można dobrać nierównoważne modele matematyczne.
Przykładem nierównoważności modeli matematycznych utworzonych dla sytuacji realnej jest tzw. paradoks Bertranda. Sytuacja realna brzmi: na okręgu w losowy sposób rysuje się cięciwę; jakie jest prawdopodobieństwo, że wylosowana cięciwa będzie dłuższa od boku trójkąta równobocznego wpisanego w ten okrąg?. Aby móc zastosować teorie rachunku prawdopodobieństwa, sytuację realną należy zmatematyzować, tzn. ustalić matematycznie sposób „losowania” cięciwy. Można to zrobić na trzy sposoby.
Model pierwszy.

Ilustracja działania pierwszego sposobu matematyzacji opisanej sytuacji rzeczywistej.

Ilustracja działania drugiego sposobu matematyzacji opisanej sytuacji rzeczywistej.

Cięciwa jest dłuższa od boku trójkąta, gdy kąt środkowy ma miarę większą od {\displaystyle {\frac {2\pi }{3}}}. W tym modelu prawdopodobieństwo wylosowania „dłuższej cięciwy” wynosi {\displaystyle {\frac {1}{3}}}.
Model drugi.
Cięciwa jest dłuższa od boku trójkąta, gdy odległość środka cięciwy od środka okręgu jest mniejsza od połowy promienia okręgu. W tym modelu prawdopodobieństwo wylosowania „dłuższej cięciwy” wynosi {\displaystyle {\frac {1}{2}}}.
Model trzeci.
Cięciwa jest dłuższa od boku trójkąta, gdy środek cięciwy znajduje się wewnątrz koła o tym samym środku, co środek okręgu i promieniu o połowie mniejszym. W tym modelu prawdopodobieństwo wylosowania „dłuższej cięciwy” wynosi {\displaystyle {\frac {1}{4}}}.

Ilustracja działania trzeciego sposobu matematyzacji opisanej sytuacji rzeczywistej.

Istnieją trzy różne odpowiedzi na to samo pytanie – prawdopodobieństwo wylosowania takiej cięciwy może wynosić zarówno {\displaystyle 1/3,} {\displaystyle 1/2,} jak i {\displaystyle 1/4} i każda z tych odpowiedzi jest równie poprawna w swoim modelu matematycznym. Każdy model matematyczny w procesie matematyzacji inaczej precyzował pojęcie losowego rysowania cięciwy, więc każdy z tych modeli wygenerował odpowiedź odpowiadającą wybranemu sposobowi losowania (w każdej z trzech matematyzacji inaczej zdefiniowano przestrzeń probabilistyczną, co poskutkowało różnymi wynikami). To znaczy, że nie można identyfikować schematu matematycznego z rzeczywistością. Sposoby matematyzacji tego samego problemu mogą być absolutnie nierównoważne i wręcz niemożliwe do skoordynowania między sobą – są to sprzeczne reprezentacje matematyczne tej samej rzeczywistości.